# (152) Atala
Atala és l'asteroide núm. 152 de la sèrie. Fou descobert el 2 de novembre del 1875 a París pels germans Paul Henry (1848-1905) i Prosper Henry, encara que el descobriment s'assignà a Paul. És un asteroide molt gran i fosc del cinturó principal. És del tipus D i està compost per carboni, silicats i probablement aigua gelada. El seu nom es deu a l'Atala, l'heroïna epònima de la novel·la d'en François-René de Chateaubriand (1768-1848) del 1801. Una ocultació estel·lar d'Atala fou observat des del Japó l'11 de març del 1994, així com d'altres posteriors com les recents del 7 de maig i el 30 de setembre del 2006.